# Saint Augustine
|  | Per a altres significats, vegeu «St. Augustine». |

Saint Augustine és una població dels Estats Units, seu del comtat de Saint Johns, a l'estat de Florida. Durant el segle xix hi va haver importants colònies catalanoparlants (els menorquins de Florida). Segons el cens del 2006, té una població d'11.592 habitants. Fundada com a San Agustin per l'espanyol Pedro Menéndez de Avilés en 1565, per fer front als francesos que s'havien establert a la propera Fort Caroline, Saint Augustine és la ciutat més antiga dels Estats Units d'Amèrica, va ser fundada per europeus, i era la ciutat més gran i la capital de la Província de La Florida des de la seva fundació fins al 1763. Durant la Guerra de l'orella de Jenkins la seva fortalesa fou assetjada per les tropes britàniques.